# Liste des évêques de Buffalo
La liste des évêques de Buffalo recense les noms des évêques qui se sont succédè sur le siège épiscopal de Buffalo, dans l'État de New York aux États-Unis, depuis la fondation du diocèse de Buffalo (Dioecesis Buffalensis) le 23 avril 1847, par détachement de celui de New York.

## Évêques
- 23 avril 1847-† 16 avril 1867 : John Timon
- 3 mars 1868-† 10 avril 1896 : Stephen Ryan (Stephen Michaël Vincent Ryan)
- 12 décembre 1896-8 janvier 1903 : James Quigley (James Edward Quigley)
- 10 juin 1903-† 9 mai 1915 : Charles Colton (Charles Henry Colton)
- 6 décembre 1915-1er mai 1918 : Dennis Dougherty (Dennis Joseph Dougherty)
- 10 mars 1919-† 10 juillet 1936 : William Turner
- 5 janvier 1937-† 27 septembre 1944 : John Duffy (John Aloysius Duffy)
- 10 mars 1945-23 novembre 1951 : John O’Hara (John Francis O’Hara)
- 9 février 1952-† 16 octobre 1962 : Joseph Burke (Joseph Aloysius Burke)
- 12 février 1963-† 4 septembre 1972 : James McNulty (James Aloysius McNulty)
- 23 janvier 1973-18 avril 1995 : Edward Head (Edward Dennis Head)
- 18 avril 1995-20 octobre 2003 : Henry Mansell (Henry Joseph Mansell)
- 12 août 2004-29 mai 2012 : Edward Kmiec (Edward Urban Kmiec)
- 29 mai 2012-4 décembre 2019 : Richard Joseph Malone (en)
  - 4 décembre 2019-1er décembre 2020: Edward Scharfenberger (Edward Bernard Scharfenberger), évêque d'Albany, administrateur apostolique
- 1er décembre 2020- : Michael William Fisher (en)

## Sources
- (en) Fiche du diocèse sur catholic-hierarchy.org